# Aegus fulgens
Aegus fulgens es una especie de coleóptero de la familia Lucanidae.

## Distribución geográfica
Habita en Waigeo (Indonesia).